# Forever Love (X JAPANの曲)
「Forever Love」（フォーエバー・ラブ）は、日本のロックバンドのX JAPANが1996年7月8日にリリースした14作目のシングル。

## 解説
セールスはX JAPANのシングルで4番目、オリコンチャートでは週間1位を獲得した。YOSHIKIが音楽を担当した映画『X』のテーマ曲として使われたほか、2001年の第19回参議院議員通常選挙時には内閣総理大臣であり自由民主党総裁であった小泉純一郎が自ら出演する自由民主党のCMソングに使用したことで、現在でも特に知名度の高い楽曲となった。小泉は2004年の第20回参議院議員通常選挙に向けたCMでは自身が最も好んでいる「Tears」の使用を考えていたが、選挙戦に涙はそぐわないとして「Forever Love」を再び採用した。
『THE LAST LIVE〜最後の夜〜』の後、第48回NHK紅白歌合戦に出場し、この楽曲をミュージックビデオと同じ尺で歌った。これがX JAPAN解散前のラストステージとなった。最後のサビの最後は、歌詞テロップでは「Oh Stay with me」と表示されていたが、ボーカルのToshlはフルコーラスでの最後の歌詞である「Forever Love」と歌った。
X JAPAN解散後の1998年5月7日に築地本願寺で行われたHIDEの告別式で、鎮魂歌としてYOSHIKIによるピアノの伴奏でToshlが歌った。PATAとHEATHはX JAPANのステージ・ポジションで担当楽器を持ち、終始俯いていた。
歌詞はタイアップとなったCLAMP原作アニメ映画『X』のりんたろう監督の描いた絵コンテを読み、作詞された。なお、映画『X』が公開される3年前に発売されたプロモ的ビデオ『ダブルエックス』には、「紅」・「Silent Jealousy」・「ENDLESS RAIN」・「X」の4曲が使用された。
ニューヨークで1週間缶詰め状態で行われたオーケストラパートの録音は500万円かけて録られたテイクが気に入らなくて、没にして全て再録音した。
YOSHIKIは日本テレビ系バラエティ番組『行列のできる法律相談所』のチャリティー・オークションで、作曲したときの直筆の楽譜とCDを出品し、その落札金額360万円をカンボジアにおける学校建設のため寄付した。
作曲者YOSHIKIの出身地である千葉県館山市では、2012年12月24日から金・土・日曜と祝日の午後5時に防災行政無線で「Forever Love」のオルゴールを放送している。
また、館山駅の自由通路でもYOSHIKIの誕生日にあわせ、2014年11月20日から「Forever Love」のピアノ演奏曲を流している。ピアノを演奏したのは、YOSHIKIが通っていた千葉県立安房高等学校の後輩で国立音楽大学に在学する川上花音。2019年11月9日からは、同駅の発車メロディにも使用されている。ホームとは別に誰でも自由に押すことが出来て同曲が流れる発車ベルスイッチが駅構内に設置されており、2023年に『24時間テレビ 「愛は地球を救う」』（日本テレビ制作）のロケーション撮影で同駅を訪れたYOSHIKI本人もこのスイッチを押している。

## 収録曲
全作詞・作曲：YOSHIKI　全編曲：X JAPAN
- 1996年オリジナル盤/1998年再リリース盤
  1. Forever Love - 8:41
  2. Forever Love (Original Karaoke) - 8:38
- 1997年盤
  1. Forever Love (Last Mix) - 8:31
  2. Longing (Bootleg) - 7:56
- 2001年盤
  1. Forever Love Single Version - 8:41
  2. Forever Love Live Version - 8:06
  3. Forever Love Acoustic Version - 7:55
  4. Forever Love Last Mix - 8:31

## パーソネル
| - 共同プロデューサー：         | X JAPAN                                                                                                   |
| - ミキシング・エンジニア：     | マイク・ギンク                                                                                            |
| - レコーディング・エンジニア： | マイク・ギンク、リッチ・ブリーン、スタン・カタヤマ、 稲田和彦                                             |
| - アシスタント・エンジニア：   | タール・ミラー、C・J・デヴィラ、ドック・ナイト、 ジェフ・スペンサー、カール・ナッパ、ポール・ファルコーネ |
| - オーケストラ・アレンジ：     | YOSHIKI、ディック・マークス、シェリー・バーグ                                                             |
| - スコアリング：               | トム・ハーム                                                                                              |
| - オーケストラ：               | アメリカ交響楽団                                                                                          |
| - ソロ・ヴァイオリン：         | ジル・アパップ                                                                                            |
| - ソロ・チェロ：               | ロナルド・レオナルド                                                                                      |
| - アコースティック・ギター：   | ビル・ホワイトエイカー                                                                                    |

## 複数バージョン
1996年にシングルとしてリリースされたオリジナル・バージョンのほかに、Acoustic VersionとLast Mixがある。Acoustic Versionは、ストリングスとボーカルだけで構成されたバージョンで、アルバム『DAHLIA』に収録された。
Last Mixは、ビル・ホワイトエイカーによるアコースティック・ギターをフィーチャーしたバージョンで、1997年の解散の際にシングルとしてリリースされた。
HIDEの死後、ジャケットを変えたオリジナル・バージョンが、1998年7月22日に再リリースされた。『THE LAST LIVE〜最後の夜〜』ライブ・バージョンを含む全バージョン収録品が、2001年7月11日にリリースされた。

## カバー
- MR. BIGのボーカリストであるエリック・マーティンが、2012年に発表したカバー・アルバム『Mr. Rock Vocalist』において英語詞でカバーしている[13]。
- メガマソのボーカリストであるインザーギが2012年に発表したカバー・アルバム『Visualist 〜Precious Hits of V-Rock Cover Song〜』でカバーしている。
- アヲイは、2012年に発表したアニメソングのカバー・アルバム『Counteraction ―V-Rock covered Visual Anime songs Compilation―』でカバーしている。
- 演歌歌手である島津亜矢が2018年に発表したカバー・アルバム『SINGER 5』でカバーしている。
- 2020年に、ピアニストのハラミちゃんがアルバム『ハラミ定食 ~Streetpiano Collection~』でピアノカバーしている。
- 2020年に発売されたヘヴィメタルバンドMary's Bloodのアニソンカバーアルバム『Re＞Animator』に同バンドによるカバー音源が収録[14][15]されている。
- 女優、涼風真世は2021年に発表したアルバム『Fairy ～A・I～ 愛』でカバーしている。
- 映画『YOSHIKI: UNDER THE SKY』にYOSHIKIとコラボレーションをしたリンジー・スターリングのヴァイオリン演奏が収録されている。

## 収録アルバム
- 1996年オリジナル盤/1998年再リリース盤
  - #1
    - 『BALLAD COLLECTION』（ベストアルバム、#1）
    - 『Singles 〜Atlantic Years〜』（ベストアルバム、#7）
    - 『PERFECT BEST』（ベストアルバム、Disc2-#4）
    - 『X JAPAN BEST 〜FAN'S SELECTION〜』（ベストアルバム、Disc2-#3）
    - 『THE WORLD 〜X JAPAN 初の全世界ベスト〜』（ベストアルバム、Disc1－#7）
    - 『WE ARE X オリジナル・サウンドトラック』（サウンドトラック、Disc1-#3）

Original Karaokeは本シングルのみの収録。
- 1997年盤
  - #1
    - 『BALLAD COLLECTION』（ベストアルバム、#9）

  - #2
    - 『LIVE IN HOKKAIDO 1995.12.4 BOOTLEG』（ライブアルバム、#9）
- 2001年盤
  - #1
    - 『BALLAD COLLECTION』（ベストアルバム、#1）
    - 『Singles 〜Atlantic Years〜』（ベストアルバム、#7）
    - 『PERFECT BEST』（ベストアルバム、Disc2-#4）
    - 『X JAPAN BEST 〜FAN'S SELECTION〜』（ベストアルバム、Disc2-#3）
    - 『THE WORLD 〜X JAPAN 初の全世界ベスト〜』（ベストアルバム、Disc1－#7）
    - 『WE ARE X オリジナル・サウンドトラック』（サウンドトラック、Disc1-#3）

  - #2
    - 『The Last Live』（ライブアルバム、Disc2-#6）

  - #3
    - 『DAHLIA』（スタジオアルバム、#10（Acoustic Version）　）

  - #4
    - 『BALLAD COLLECTION』（ベストアルバム、#9）